# Grenzhammer (Ilmenau)

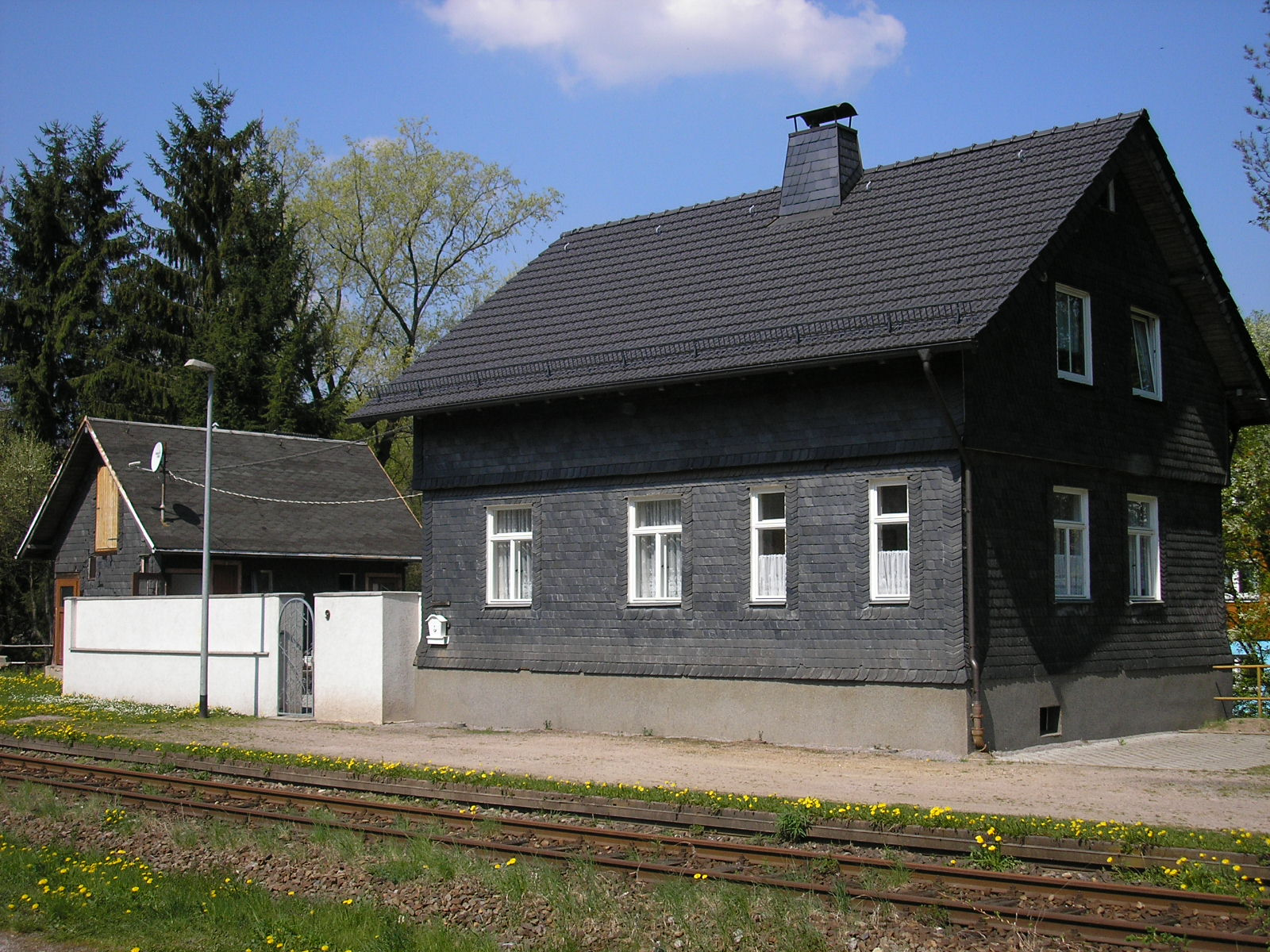
Ehemaliges Empfangsgebäude

Der Grenzhammer ist ein inoffizieller Ortsteil der Stadt Ilmenau im Ilm-Kreis (Thüringen). Er war nie eine selbstständige Gemeinde, sondern gehörte in der Vergangenheit zu Unterpörlitz.
Der Ort Grenzhammer erhielt seinen Namen auf Grund seiner Lage auf der Staatsgrenze zwischen dem Herzogtum Sachsen-Weimar und dem Fürstentum Schwarzburg-Sondershausen. Die Grenze bildete die Schorte, ein Fluss, der hier in die Ilm mündet. Der Grenzhammer wurde ca. im 15. bis 16. Jahrhundert gegründet. Den Kern bildete ein Pochwerk, in dem Spat aus dem oberen Schortetal verarbeitet wurde. Dieses Material war für die Ilmenauer Glasindustrie von Bedeutung. Zum Antransport des Spats wurde im Schortetal zum etwa drei Kilometer entfernten Bergwerk „Volle Rose“ eine Lorenbahn gelegt. Heute sind deren Gleise nur noch im oberen Abschnitt sichtbar.
Zwischen 1780 und 1786 lebte der Orientalist Wilhelm Friedrich Hezel am Grenzhammer. Anschließend wurde er als Professor an die Universitäten Gießen und Dorpat berufen.
1793 wollte der französische Industrielle François Ignace de Wendel mit der Hilfe von Bergbauminister Johann Wolfgang von Goethe am Grenzhammer ein Hüttenwerk zur Gusseisenerzeugung errichten. Diese Pläne wurden jedoch auf Grund zu erwartender widriger Bedingungen zur Eisenherstellung (unter anderem schwieriger Transport und geringe Rohstoffmengen in der Umgebung) wieder verworfen. Letztlich beging Wendel nach einem Nervenzusammenbruch Selbstmord.

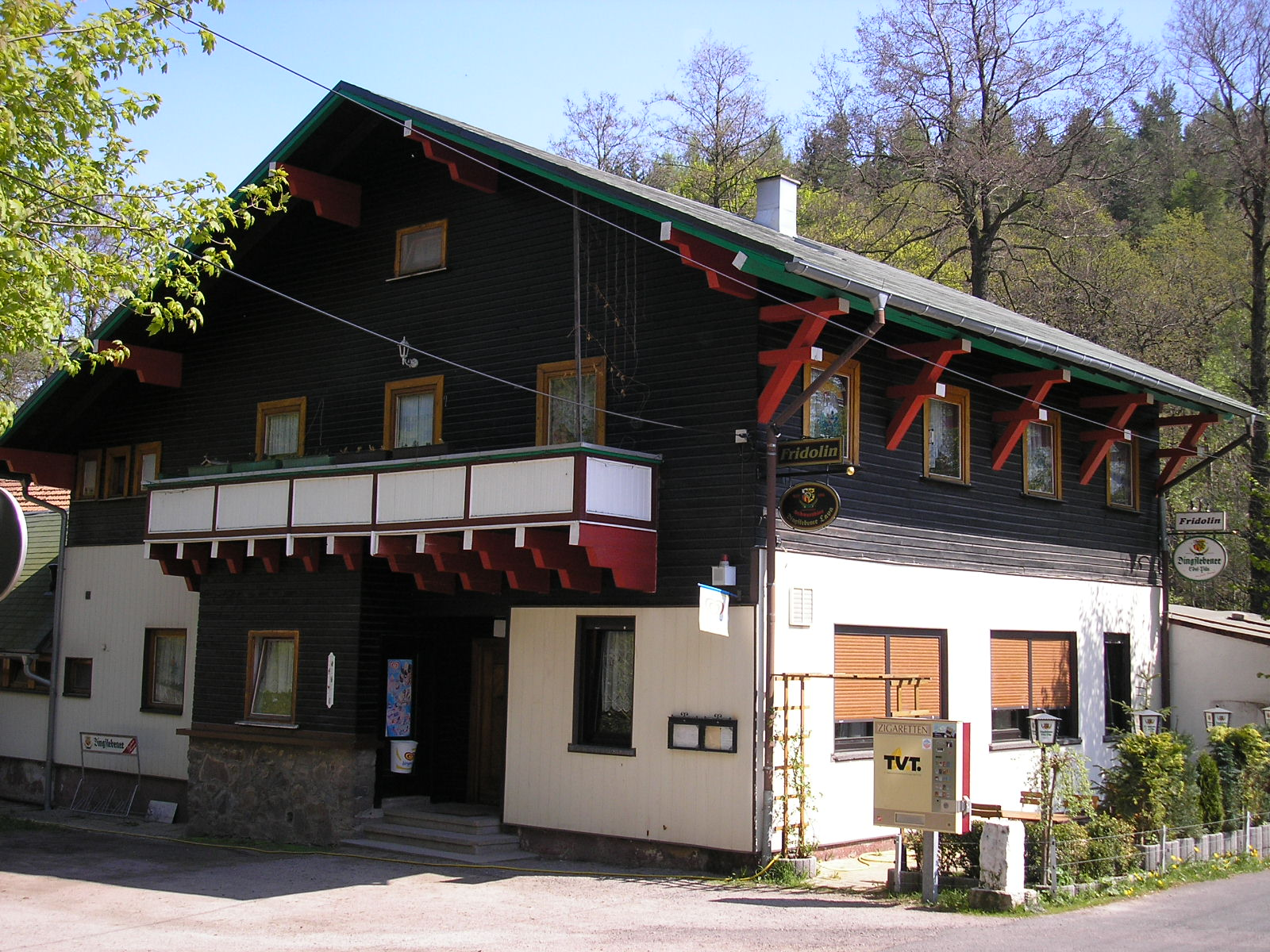
„Dorfkneipe“ Fridolin

Die Wohnhäuser der „Hammerleute“, wie sie in Ilmenauer Kirchenchroniken genannt werden, befanden sich am Nordhang des Ilmtals, etwa 20 Meter über der Talsohle, um Zerstörungen durch Hochwasser zu vermeiden. Zum Betrieb einer Mühle wurde auch ein Mühlgraben angelegt, der am „Grenzhammerwehr“, dem sechsten und flussabwärts letzten Ilmwehr Ilmenaus, von der Ilm abzweigte und unterhalb der Gaststätte „Fridolin“ wieder in den Fluss geleitet wurde. Der Graben hat noch heute diesen Verlauf und ist noch betriebsfähig. Die ursprüngliche Dorfkneipe „Fridolin“ ist heute eine Ausflugsgaststätte am Ilmtal-Radweg und wird auch gern von Studenten und Mitarbeitern der nahe gelegenen TU Ilmenau besucht.
Im Ort gab es seit 1881 einen Haltepunkt an der Bahnstrecke Ilmenau–Großbreitenbach. 1900 wurde am Grenzhammer eine Glashütte errichtet. Sie war die fünfte Glashütte Ilmenaus und gehörte Otto Lange. Deshalb trug sie den Namen Langshütte, nach der heute eine Straße, der Langshüttenweg auf dem ehemaligen Werksgelände, benannt ist. Die Glashütte hatte 1938 etwa 250 Mitarbeiter. Sie wurde 1968 geschlossen und anschließend abgerissen.

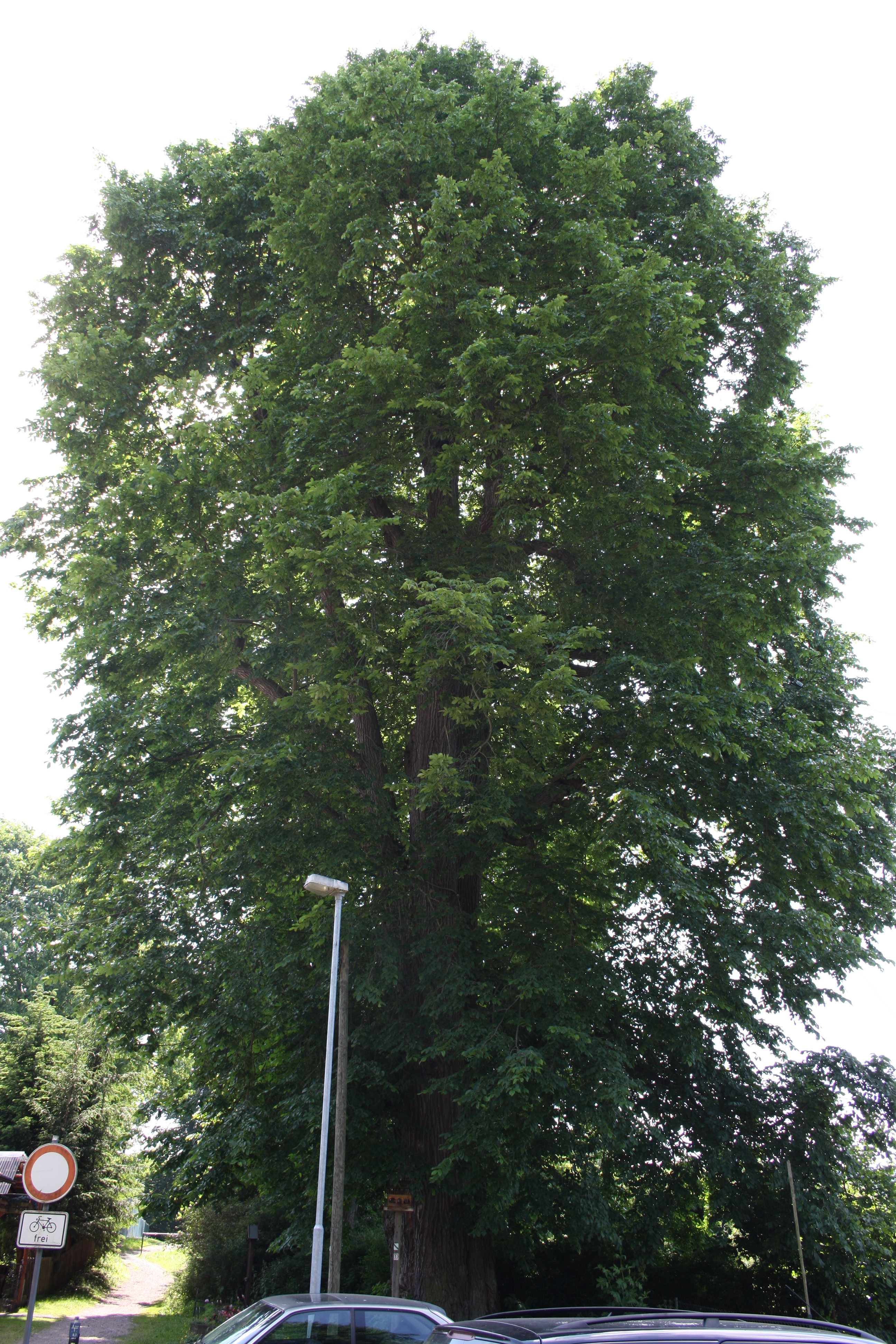
Ulme am Grenzhammer

Gegenüber vom Haltepunkt befand sich die vermutlich größte Ulme Thüringens, die weitaus älter als 200 Jahre war, eventuell sogar schon 1698 existierte. Ihre Höhe betrug etwa 30 m, ihr Stammumfang über 6 m. Sie war noch recht vital und auch bisher nicht vom Ulmensplintkäfer befallen, obwohl sie mit Seilen gesichert war und auch einen Hohlraum hatte. Am Abend des 22. Juli 2015 fiel die seit 1956 als Naturdenkmal geschützte Bergulme einem Gewitter mit Starkregen zum Opfer.

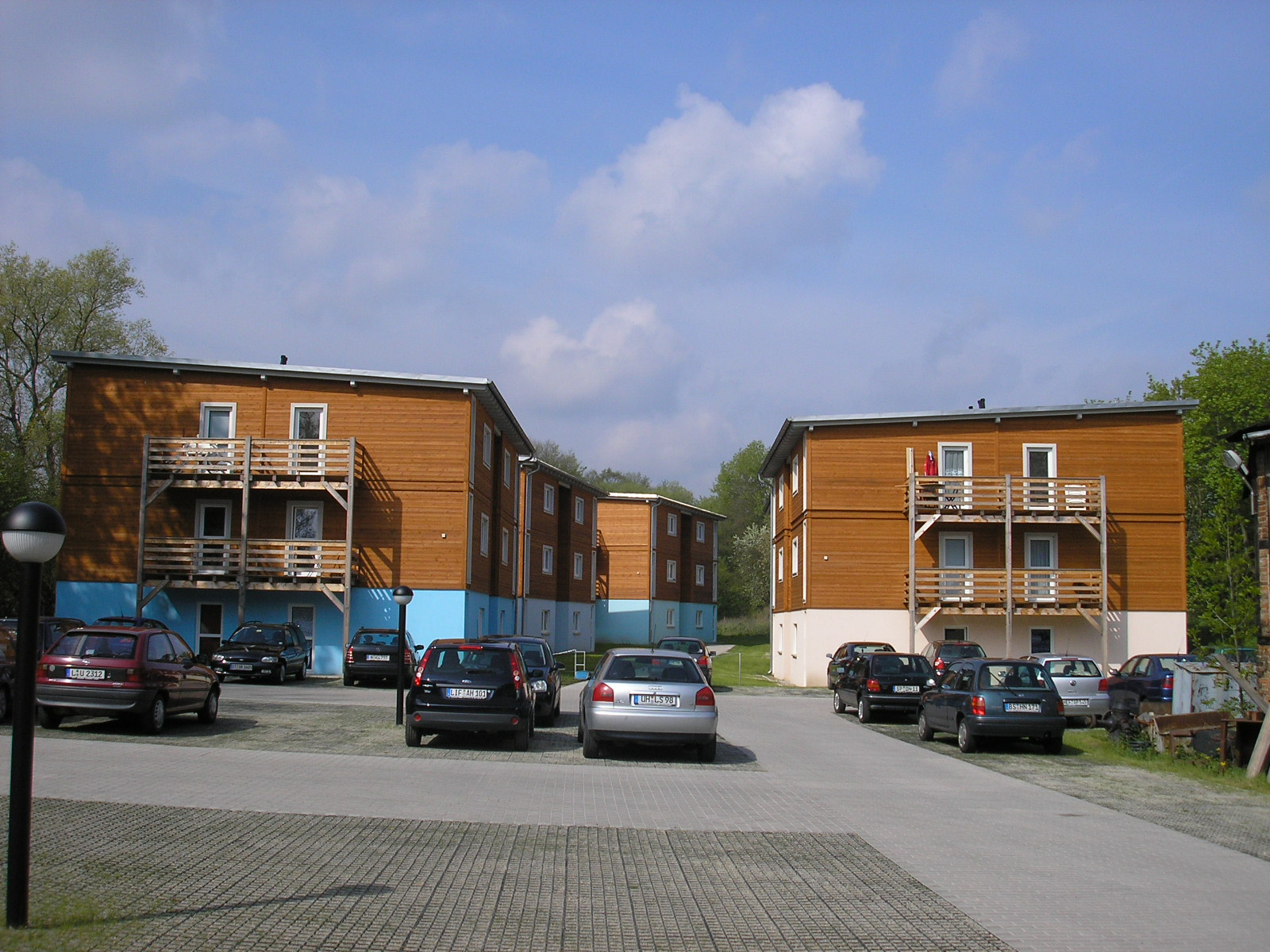
Energiesparhäuser

Bei der ersten Thüringer „Kommunalreform“ 1922/1923 wurde der Grenzhammer mit seinen damals etwa 80 Einwohnern gemeinsam mit dem 500 Meter nordwestlich gelegenen Neuhaus nach Ilmenau eingemeindet. Heute verläuft die Gemeindegrenze zwischen Ilmenau und Langewiesen unmittelbar östlich der Häuser des Grenzhammers. 1998 wurde die Eisenbahnlinie stillgelegt, sodass der Anschluss an den ÖPNV heute ausschließlich über die gleichnamige Bushaltestelle erfolgt. Etwa seit 2000 werden am Grenzhammer zahlreiche neue Einfamilienhäuser errichtet. Außerdem entstand ein privates Studentenwohnheim, das aus Holz in Leichtbauweise errichtet wurde und dadurch lokale Bekanntheit erlangte.